# Лавриновичі (Барановицький район)
Лавриновичі (біл. Лаўрынавічы) — село в Білорусі, у Барановицькому районі Берестейської області. Орган місцевого самоврядування — Крошинська сільська рада.

## Населення
За переписом населення Білорусі 2009 року чисельність населення села становило 306 осіб.